# التنوير في إسقاط التدبير
التنوير في إسقاط التدبير، كتاب للإمام ابن عطاء الله السكندري في التصوف، يتحدث فيه عن أهمية البعد عن التدبير، وتحقيق التوكل على الله. يبين الكاتب من خلال هذا الكتاب انه لا وصول إلى الله إلا بتمام التوكل والاستسلام والخروج عن العناد ومنازعة المقادير. يحتوي هذا الكتاب على مجموعة من البراهين المنطقية المبنية على أمثلة ملموسة بالإضافة إلى شواهد من القرآن و الحديث ، كما استشهد أيضا بأقوال و أشعار مأثورة عن كبار الأئمة. يتسم هذا الكتاب ببلاغة الحجج المقدمة و لطافة الأسلوب المعتمد.  

## طبعاته
- دار الكتب العلمية، بيروت، عام 2006، مخرجّة الأحاديث والآيات.
- المكتبة الأزهرية للتراث، القاهرة، عام 2007، مخرجّة الأحاديث والآيات.